# Hoplolabis (Parilisia) sachalina
Hoplolabis (Parilisia) sachalina is een tweevleugelige uit de familie steltmuggen (Limoniidae). De soort komt voor in het Palearctisch gebied.